# Test pilota Pirxa
Test Pilota Pirxa, in het Estisch bekend als Navigaator Pirx, is een Pools-Estische sciencefictionfilm uit 1979 en is een samenwerking tussen het Poolse staatsfilmbedrijf Zespoly Filmowe en het Sovjet-Estische staatsfilmbedrijf Tallinnfilm. De film is gebaseerd op de verhalenbundel Pirx in de kosmos van Stanisław Lem.

## Plot
Ruimteschippiloot Pirx wordt ingehuurd voor een missie om sondes te testen die in de Cassini-divisie moeten worden geplaatst, een kloof tussen de ringen van Saturnus. Het daadwerkelijke, geheime doel was echter om enkele niet-lineairen (androïden met "niet-lineaire" kenmerken) te evalueren voor gebruik als bemanningsleden op toekomstige ruimtevluchten. De missie loopt bijna uit op een ramp en de menselijke bemanning wordt bijna gedood.
Bij terugkeer op aarde wordt er een onderzoek ingesteld om te bepalen of Pirx verantwoordelijk was voor het ongeval. Pirx vertelt de gebeurtenissen en uiteindelijk wordt vastgesteld dat een van de robots de storing van een sonde heeft veroorzaakt en heeft geprobeerd door de Divisie te gaan om de sonde handmatig te lanceren. Als de poging was geslaagd, zou de menselijke bemanning zijn gedood en de superioriteit van niet-lineairen boven mensen zijn bewezen.